# Muhammad ben Idrís
Muhammad ben Idrís (en árabe: مُحَمَّد بن إِدرِيس ). Emir idrísida  entre 828 y 836.
Hijo de Idrís II, con él la dinastía fundada por su abuelo Idrís I iniciará su decadencia debido a que dividió el reino entre sus hermanos dando lugar a una serie de guerras civiles.
Falleció en 836.
| Predecesor: Idrís II | Emires idrísidas 828-836 | Sucesor: Alí ben Muhammad |

- Datos: Q2737233